# فيضان لينماوث
فيضان لينماوث حدث في ليلة 15-16 أغسطس 1952، وأثر بشكل أساسي على قرية لينماوث، في شمال ديفون. أدت العاصفة المصحوبة بأمطار غزيرة، إلى جانب التربة المشبعة بالمياه وحطام الفيضانات، إلى غمر القرية بالفيضانات ووفاة 34 شخصًا.

## خلفية
في يومي 15 و16 أغسطس 1952، اندلعت عاصفة ذات كثافة استوائية فوق جنوب غرب إنجلترا، في يومي 15 و16 أغسطس 1952، مما أدى إلى ترسب 229 مليمتر (9.0 بوصة) من الأمطار خلال 24 ساعة على التربة المشبعة بالفعل في إكس مور، ديفون. يُعتقد أن جبهة باردة جلبت عاصفة رعدية، وأن التأثير الجبلي أدى إلى تفاقم العاصفة. تدفقت مياه الفيضانات المحملة بالحطام على المنحدر الشمالي للمستنقعات، لتتجمع عند قرية لينماوث؛ وعلى وجه الخصوص، في وادي ويست لين العلوي، شكلت الأشجار المتساقطة والحطام الآخر سدًا، والذي انهار في الوقت المناسب، مما أدى إلى إرسال موجة ضخمة من المياه والحطام إلى أسفل النهر. قال أحد ضيوف فندق لينديل تلك الليلة لصحيفة ديلي إكسبرس: "ارتفعت المياه بسرعة منذ الساعة السابعة مساء أمس، وفي الساعة التاسعة كان الأمر أشبه بانهيار جليدي يمر عبر فندقنا، مما أدى إلى سقوط الصخور من التلال وتحطيم الجدران والأبواب والنوافذ. وفي غضون نصف ساعة، قام الضيوف بإخلاء الطابق الأرضي. وفي غضون عشر دقائق أخرى، تمت تغطية الطابق الثاني، ثم وصلنا إلى الطابق العلوي حيث قضينا الليل".
تم تحويل مجرى نهر لين عبر المدينة للحصول على أرض لبناء أماكن تجارية؛ ولكن سرعان ما اختنق هذا المجرى بحطام الفيضانات، وتدفق النهر عبر المدينة. وكان الجزء الأكبر من الحطام عبارة عن صخور وأشجار. وخلال الليل، دمر أكثر من 100 مبنى أو لحقت به أضرار جسيمة، إلى جانب 28 من أصل 31 جسراً، كما جرفت المياه 38 سيارة إلى البحر. وفي المجمل، توفي 34 شخصا، وأصبح 420 شخصا آخرين بلا مأوى. نجا جدار البحر وبرج الراين من الفيضان الرئيسي، لكنهما تعرضا لأضرار بالغة. انهار البرج في النهر في اليوم التالي، مما تسبب في فيضان مؤقت.
وفي الوقت نفسه، فاض نهر براي في فيلي أيضًا، مما أدى إلى مقتل ثلاثة من الكشافة من مانشستر الذين كانوا يخيمون على ضفاف النهر طوال الليل. تم نقل ما يزيد عن 50 ألف طن من الصخور بواسطة المياه أثناء الكارثة. لا يزال من الممكن العثور على الصخور الكبيرة والصخور الضخمة التي جرفتها المياه في اتجاه مجرى النهر اليوم، إلى جانب رواسب حقول الصخور الضخمة في المواقع القريبة مثل وديان ووترسميت.
كان السبب الجذري للفيضان هو هطول أمطار غزيرة مرتبطة بمنطقة الضغط المنخفض التي تشكلت فوق المحيط الأطلسي. مع مرور المنخفض الجوي عبر الجزر البريطانية ، تشكلت جبهة جوية تسببت في هطول أمطار غزيرة بشكل استثنائي، وقد اشتد تأثيرها لأن المطر سقط على أرض غارقة بالمياه بالفعل، وقد تفاقم التأثير فوق إكس مور بسبب التأثير الجبلي. إن عدم وجود بيانات الأقمار الصناعية في عام 1952 يعني أنه لا يمكن التنبؤ بالطقس بشكل موثوق كما هو الحال اليوم.

## السبب
كان السبب الجذري للفيضان هو هطول أمطار غزيرة مرتبطة بمنطقة الضغط المنخفض التي تشكلت فوق المحيط الأطلسي. مع مرور المنخفض الجوي عبر الجزر البريطانية ، تشكلت جبهة جوية تسببت في هطول أمطار غزيرة بشكل استثنائي، وقد اشتد تأثيرها لأن المطر سقط على أرض غارقة بالمياه بالفعل، وقد تفاقم التأثير فوق إكس مور بسبب التأثير الجبلي. إن عدم وجود بيانات الأقمار الصناعية في عام 1952 يعني أنه لا يمكن التنبؤ بالطقس بشكل موثوق كما هو الحال اليوم.
وقد تم تسجيل فيضانات مماثلة في لينماوث في عامي 1607 و1796. بعد كارثة عام 1952، أعيد بناء قرية لينماوث، بما في ذلك تحويل مجرى النهر حول القرية. تم تدمير المجموعة الصغيرة من المنازل على ضفة نهر إيست لين، والتي تسمى ميدلهام، بين لينماوث وواترسميت، ولم يتم إعادة بنائها أبدًا. يوجد اليوم حديقة تذكارية لها.
في 16 أغسطس/آب 2004، في نفس اليوم الذي يوافق مرور 52 عاماً على فيضان لينماوث، وقعت حادثة مماثلة في كورنوال، عندما تسببت الفيضانات المفاجئة في أضرار جسيمة في مدينة بوسكاسل، ولكن دون خسائر في الأرواح. الوضع الهيدرولوجي لهاتين القريتين متشابه جدًا.

## نظرية المؤامرة
انتشرت نظرية مؤامرة مفادها أن الفيضان كان نتيجة لتجارب تلقيح السحب السرية التي أجرتها القوات الجوية الملكية البريطانية بين عامي 1949 و1952. دعم هذه النظرية من خلال فيلم وثائقي بثته إذاعة بي بي سي 4 عام 2001، والذي أشار إلى أن أحداث عام 1952 كانت مرتبطة بمشروع كومولوس. زعم البرنامج أن "كارثة الفيضانات المشينة في لينماوث جاءت بعد أيام فقط من تجارب صنع الأمطار التي أجرتها القوات الجوية الملكية البريطانية فوق جنوب إنجلترا"، وأن التجارب السرية تسببت في هطول أمطار غزيرة. وفقًا للبرنامج، "اختفت وثائق سرية حول التجارب التي ساهم بها مشروع كومولوس في الظروف التي تسببت في هذا الفيضان". قبل أيام قليلة من وقوع الكارثة، أجريت تجربة لزرع البذور في جنوب إنجلترا. قام آلان ييتس، وهو مهندس طيران وطيار شراعي كان يعمل في العملية، برش الملح في الهواء وكان مسرورًا عندما علم بهطول أمطار غزيرة في ستينز بعد فترة وجيزة. يروي الناجون: "كيف كانت رائحة الكبريت تفوح في الهواء في فترة ما بعد الظهيرة أثناء الفيضانات، وكيف هطلت الأمطار بغزارة حتى أنها أضرت بوجوه الناس".
قال عالم الأرصاد الجوية فيليب إيدن إن التجارب لا يمكن أن تكون سببًا للحادث: "من السخف إلقاء اللوم على مثل هذه التجارب في فيضانات لينماوث". قال أيضًا "إن العاصفة التي تسببت في كارثة عام 1952 لم تقتصر على منطقة لينماوث".  بينما في الواقع "كان نهرا لين الشرقي والغربي، اللذان ينحدران بسرعة من إكسمور، منتفخين حتى قبل العاصفة المميتة".